# Rhabderemia acanthostyla
Rhabderemia acanthostyla är en svampdjursart som beskrevs av Thomas 1968. Rhabderemia acanthostyla ingår i släktet Rhabderemia och familjen Rhabderemiidae.
Artens utbredningsområde är havet utanför Indien. Inga underarter finns listade i Catalogue of Life.